# Naturschutzgebiet Bachtäler im Truppenübungsplatz Vogelsang
Das Naturschutzgebiet Bachtäler im Truppenübungsplatz Vogelsang liegt im Gebiet von Monschau.

## Beschreibung
Das Naturschutzgebiet liegt heute im Nationalpark Eifel, hat aber weiterhin rechtlichen Bestand.
Die Hochfläche wird von ausgedehntem Grünland eingenommen. Im westlichen Bereich an den Hängen sind ausgedehnte Besenginsterbestände zu finden. Im Süden des Gebiets befindet sich ein in Ost-West-Richtung verlaufendes, bewaldetes Bachtal mit einem Zufluss zum Wüstebach. Hier sind an den bachbegleitenden Hängen wertvolle Bärwurzwiesen und Borstgrasrasenflächen zu finden, im Süden des Quellgebietes auch eine kleine Callunaheide mit Borstgrasrasen.

## Schutzzweck
Geschützt werden sollen die Lebensräume für viele nach der Roten Liste gefährdete Pflanzen, Pilze und Tiere.
Die Ziele sind die Erhaltung und Entwicklung folgender natürlicher Lebensräume gemäß Anhang I der FFH-Richtlinie:
- Fließgewässer mit Unterwasservegetation
- Berg-Mähwiesen
- Pfeifengraswiesen

Das Gebiet hat eine besondere Bedeutung für folgende Pflanzen und Tiere:
- Borstgrasrasen
- Neuntöter
- Blindschleiche
- Grasfrosch